# Fannie Mae
«Fannie Mae» — пісня американського блюзового і ритм-енд-блюзового співака Бастера Брауна, випущена синглом у 1959 році на лейблі Fire. У 1960 році пісня посіла 1-е місце в R&B Singles і 38-е місце в The Billboard Hot 100 хіт-парадах журналу «Billboard».

## Оригінальна версія
Пісня була написана Бастером Брауном, який почав працювати на лейблі Fire Records. Сесія звукозапису пройшла 30 червня 1959 року в Нью-Йорку. На ній Бастеру Брауну (вокал, губна гармоніка) акомпанували гітаристи Джиммі Спрюїлл та Ріфф Руффін, однак саксофоніст, піаніст, бабист та ударник невідомі. Сесія була спродюсована власником лейблу Боббі Робінсоном.
Пісня була випущена у листопаді 1959 року на синглі (Fire 1959; на 7" 45) із «Lost in a Dream» на стороні «Б». Це був дебютний сингл Брауна в кар'єрі. 18 квітня 1960 року пісня посіла 1-е місце в R&B Singles і 38-е місце в The Billboard Hot 100 хіт-парадах журналу «Billboard». 
У 1961 році пісня увійшла до дебютного альбому Брауна New King of the Blues, випущеного на Fire. 

## Інші версії
Пісню перезаписали інші виконавці, зокрема The Righteous Brothers для Some Blue-Eyed Soul (1964), Стів Міллер (1968), Джеймс Коттон для High Energy (1975), Меджик Слім (1982), Елвін Бішоп (1991), Canned Heat (1994), Генрі Грей (1999), Сем Лей для I Get Evil (2003) та ін.